# Tylogonus pichincha
Tylogonus pichincha är en spindelart som beskrevs av Galiano 1985. Tylogonus pichincha ingår i släktet Tylogonus och familjen hoppspindlar. Inga underarter finns listade i Catalogue of Life.